# Haploniscidae
Haploniscidae (лат.) — семейство водяных осликов из надсемейства Janiroidea (Asellota, Isopoda).

## Описание
Мелкие ракообразные (менее 1 см). Janiroidea со свободным цефалоном; глаза отсутствуют; тело компактное, овальное до субпрямоугольного, дорсовентрально уплощённое. Переониты 1—7 субравной ширины, перонит 7 редко редуцирован, все переониты шире длины. Плеотельсон состоит из одного сомита, более или менее сливается дорсально с 3 задними переонитами. Анус отделён от бранхиальной камеры прочной кутикулярной полосой (преанальной полосой). Антенны короче тела, антенна 1 короче антенны 2 и несёт ряд длинных эстетасков. Мандибула простая, резцы и лацинии (только левая мандибула) 5-зубые; моляр удлинённый, усечённый; щупики 3-сегментные с рефлексированным третьим члеником. Внутренняя пластинка максиллы 2 с парой апикальных гребневидных шипов. Переоподы 1—7 подвижные, простые, почти одинаковые; дактилюс с одним основным коготком и маленьким дополнительным зубцом. Уроподы маленькие, одночлениковые, вентросубтерминальные, 1- или 2-сегментные.

## Классификация
Включает 8 родов и около 120 видов.
- Abyssoniscus Birstein, 1971[4]
- Antennuloniscus Menzies, 1962
- Aspidoniscus Menzies & Schultz, 1968
- Chandraniscus George, 2004
- Chauliodoniscus Lincoln, 1985
- Haploniscus Richardson, 1908 (около 100 видов)
- Hydroniscus Hansen, 1916
- Mastigoniscus Lincoln, 1985